# Internationale Vereinigung der Zahnmedizinischen Studenten
Die Internationale Vereinigung der Zahnmedizinischen Studenten (International Association of Dental Students - IADS) ist eine Nichtregierungsorganisation, die Dentalstudenten weltweit vertritt. Sie wurde im September 1951 während der ersten IADS-Generalversammlung in Kopenhagen gegründet. Derzeit befindet sich die IADS im Hauptsitz der Fédération Dentaire Internationale (FDI World Dental Federation) in Genf. Die IADS strebt für eine pädagogisch und wissenschaftlich hervorragende Leistung in der Zahnheilkunde in den internationalen Projekten und Initiativen, die von ihr verwaltet werden.

## Organisation
Die IADS ist in über 60 Ländern vertreten und hat nach eigenen Angaben über 200.000 Mitglieder (Stand 2016). Die Organisation vermittelt auch den Austausch von Zahnmedizinstudenten. Sie ist bei der WHO, dem FDI und dem Deutschen Zahnärztetag vertreten.
Der Verband möchte mit „IADS 360° Care“ seine Mitglieder wissenschaftlich, klinisch, gesundheitspolitisch, und persönlich fördern. 